# Mazda MX-5

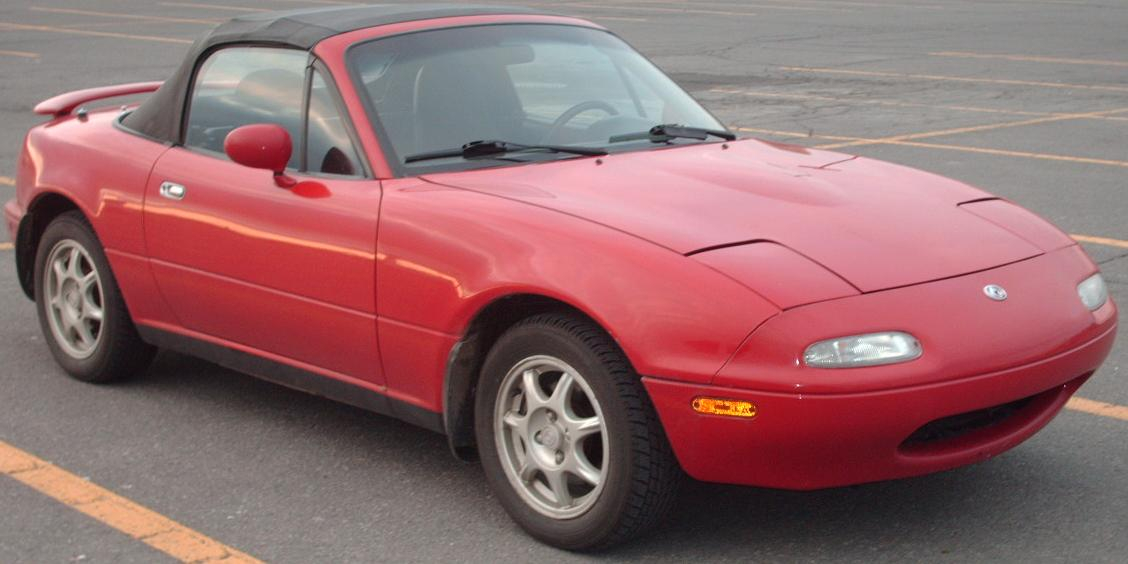
Primera generación del Mazda MX-5 (NA).

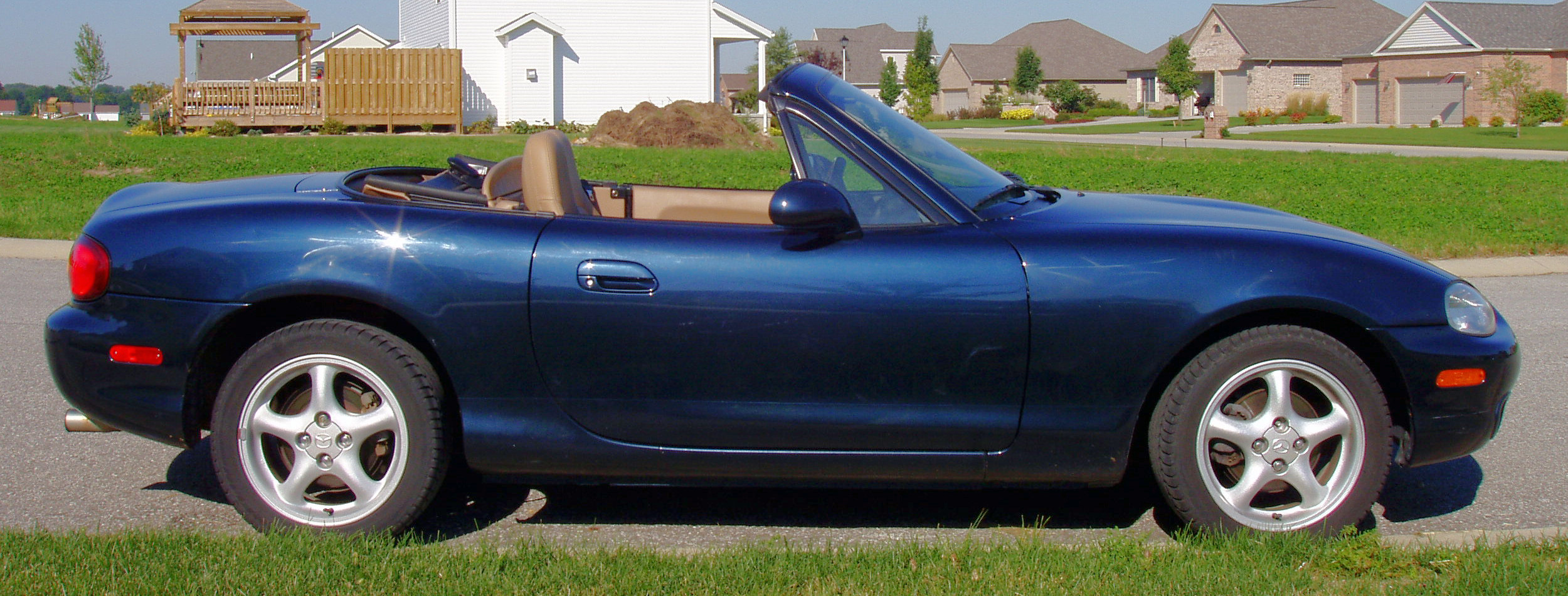
Mazda MX-5 de 1999 (NB, segunda generación).

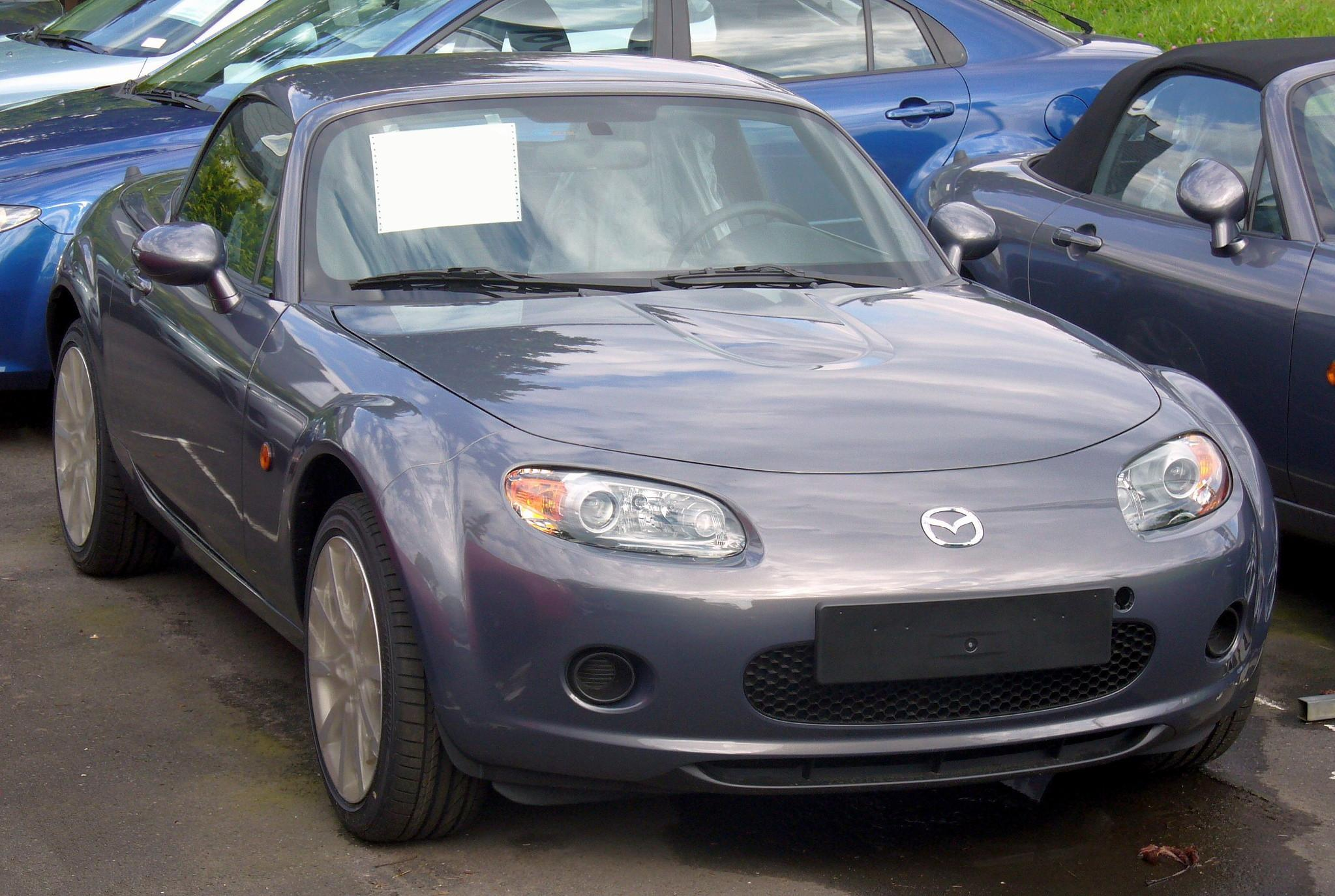
Mazda MX-5 (NC, tercera generación) Roadster Cupé (RC).

El Mazda MX-5, Mazda Miata o Eunos Roadster es un automóvil deportivo tracción trasera con carrocería descapotable, es decir, un roadster, producido por el fabricante de automóviles Japonés Mazda desde 1989.

## Generaciones del MX5
Primera generación
La primera generación del MX5 (NA) salió a la venta en 1989 con motores de 1,6 L que desarrollaban 115 CV. Posteriormente en 1994 se sacó al mercado una versión más potente de 133 CV y 1,8 L, y ese mismo año se lanzó un motor 1,6 L de 90 CV. Esta versión de 90 CV no se comercializó en Estados Unidos. Desde el principio, el MX5, se diseñó con la filosofía 人馬一体 (Jinba-ittai), que en japonés significa que el jinete y su caballo son uno.
La denominación MX5 viene de Mazda experimental 5, que se empleó durante su diseño y desarrollo, la cual se quedó como tal, excepto en Japón que se llamó Eunos y Miata en el mercado estadounidense.
El MX5 posee el récord Guiness al descapotable más vendido del mundo, con 1 000 000 de unidades vendidas hasta hoy.
En abril de 2016 se fabricó la unidad 1 000 000 desde 1989, año en el que se empezó a fabricar dicho modelo.
En 2009 Marcó de nuevo el récord Guiness al Roadster más vendido del mundo con 900 000 unidades.
Un piloto trasero del NA, está expuesto en el MOMA de Nueva York ya que se considera una obra de arte del diseño industrial.
Fue un coche que nació para cubrir el mercado que dejaban los descapotables ingleses como los MG A, Triumph TR6 y Lotus Elan y los italianos Fiat X1/9 y Alfa Romeo Spider.
Segunda generación
La segunda generación (NB) apareció en 1998 con motores de 1,6 L y 110 CV, y de 1,8 L y 140 CV.
En 2001 se realizó un rediseño (NB2) con motor de distribución variable en la versión de 1,8 L sacándole 6 CV extras en la parte alta del cuentarrevoluciones, poniéndose en 146 CV, y la tercera generación (NC) (a la que ya se le quitó la denominación de Miata en todo el mundo) se lanzó a finales de 2005 con motores que aprovechan de forma excepcional el bloque del motor Ford, con cilindrada de 1,8 L y potencia de 126 CV, y también con cilindrada de 2 L y potencia de 160 CV. 
La motorizaciones del MX5 siempre han sido un motor de 4 cilindros en línea, en posición longitudinal. El motor del NB es una evolución del NA, pero ya no conserva las tomas de aceite de la versión turbo, aunque mantiene la viveza y agilidad del motor original, añadiéndole distribución variable, en versiones posteriores a 2001.
Tercera generación
La tercera generación del MX5 se presentó en Hawái en el verano de 2005 a los principales clubes de entusiastas de todo el mundo, también a la prensa con la primera ruta en este nuevo modelo. El MX5 NC monta un nuevo chasis que, gracias a los esfuerzos realizados por el equipo de diseño de Yamamoto San, aumentan la rigidez torsional en un 47 % respecto a su predecesor, dando una gran sensación de confianza al conductor en su "montura", uno de los pilares de "Jinba-ittai" (frase japonesa utilizada para referirse al MX5). También las mejoras en el diseño se hicieron patentes, el habitáculo se encuentra aislado de las turbulencias y sus molestos ruidos, siendo muy destacable el sistema de plegado de la capota, permitiendo desplegarla en tan sólo 10 segundos. Sin embargo, mucha gente renegó de este modelo ya que no es lo mismo. De hecho en los Estados Unidos (la meca del MX5) ya no se denomina Miata (dejando esta denominación para los dos modelos originales NA y NB).
En la tercera generación del MX5, el motor con distribución variable y el sistema de escape se pensaron para darle un carácter enérgico, ágil y demasiado lineal en su respuesta, consiguiendo que conducir el automóvil sea realmente "divertido". El motor está situado entre el frontal y el centro del MX5, con lo que se consigue un reparto de pesos cercano al 50/50 entre ejes, al que se le ha dotado de una electrónica que permitirá explotar su potencia digna de un deportivo ligero, consiguiendo un bajo nivel de emisiones y un consumo medio. El bloque del motor es el MZR ya instalado en otros modelos de Mazda. 
La relación del cambio manual de seis marchas fue rediseñada, haciéndola más cerrada con el propósito de conseguir una conducción más deportiva.
Los 4 principales responsables de la tercera generación del Mazda MX-5 fueron:
- Takao Kijima
- Yasushi Nacamuta
- Nobujiro Yamamoto
- Tetsuo Fujitomi

El MX-5 es el descapotable biplaza más vendido en el mundo. La capota del MX-5 Roadster sólo tarda 10 segundos en abrir o cerrar el techo rígido, lo que hace que sea uno de los coches más rápidos en abrir y cerrar este techo. Pese a tener este tipo de techo retráctil no pierde el espacio del maletero, como en otros modelos descapotables, ya que aprovecha el hueco detrás de los asientos.
En 2009 la serie NC (NC1), recibió un rediseño que modificó el frontal y algunas piezas más dándole un toque más deportivo. Los motores siguieron siendo los mismos. Ese mismo año llegó a las 900 000 unidades vendidas en todo el mundo cuando se cumplían 20 años desde que se sacó el primer modelo del Roadster más vendido del mundo.
De nuevo en 2013, llamándose NC2, recibió una nueva actualización para mejorar la calidad percibida. Por lo tanto hay que destacar en los siguientes términos: Se Incluyen de serie equipamiento y accesorios que antes solo contaban como opcionales, por ejemplo el sistema de navegación GPS y los faros antiniebla en el acabado de acceso, añadir una marcha más al cambio manual en el acabado básico, (que pasó de 5.º a 6.º), bajar su precio para hacerlo más asequible al público medio y/o juvenil, reducir sus consumos de combustible, aceite, filtros y de emisiones CO2, mejorar el comportamiento dinámico en carretera, por lo tanto aumentó la sensación de deportividad en carretera, mejoró la seguridad activa y pasiva, incluyendo control de tracción, cámara de visión trasera, sensores de aparcamiento delanteros y traseros y la mejora en calidad percibida en el interior cómo en los asientos, tapicerías y guarnecidos.
En 2013 alcanzó las 920 000 unidades vendidas en todo el mundo, desde el 6 de febrero de 1989, (fecha en la que salió a la venta).
En 2014 se cumplieron 25 años del primer Miata. Entrando en la categoría de coches clásicos, se hicieron unidades especiales y limitadas llamadas 25Th aniversary.
El 3 de septiembre de 2014 se presentó en los salones de Barcelona, Tokio y California (este último fue donde se presentó por primera vez en 1989) la cuarta generación de este modelo (ND).
En verano de 2015 se presenta la cuarta generación y alcanza la cifra de 1 000 000 de unidades producidas.

## Cifras de producción del MX-5
| Cifras de producción anual. | Cifras de producción anual.  |
| --------------------------- | ---------------------------- |
| 1988                        | 12 (coches de preproducción) |
| 1989                        | 45 266                       |
| 1990                        | 95 640                       |
| 1991                        | 63 434                       |
| 1992                        | 52 712                       |
| 1993                        | 44 740                       |
| 1994                        | 39 623                       |
| 1995                        | 31 886                       |
| 1996                        | 33 610                       |
| 1997                        | 27 037                       |
| 1998                        | 58 682                       |
| 1999                        | 44 851                       |
| 2000                        | 47 496                       |
| 2001                        | 38 870                       |
| 2002                        | 40 754                       |
| 2003                        | 30 106                       |
| 2004                        | 24 232                       |
| 2005                        | 29 950                       |
| 2006                        | 48 389                       |
| Unidades totales            | 797 293                      |